# Макинли Хајтс (Охајо)
Макинли Хајтс (енгл. McKinley Heights) насељено је место без административног статуса у америчкој савезној држави Охајо.

## Демографија
По попису из 2010. године број становника је 1.060.
| Група             | 2000.    | 2010.         |
| Белци             | 0 (0,0%) | 1.029 (97,1%) |
| Афроамериканци    | 0 (0,0%) | 13 (1,2%)     |
| Азијати           | 0 (0,0%) | 7 (0,7%)      |
| Хиспаноамериканци | 0 (0,0%) | 3 (0,3%)      |
| Укупно            | 0        | 1.060         |